# Liste der Naturdenkmale in Herbertingen
| Naturdenkmale | Anzahl |
| ------------- | ------ |
| FND           | 0      |
| END           | 10     |
| Gesamt        | 10     |

Die Liste der Naturdenkmale in Herbertingen nennt die verordneten Naturdenkmale (ND) der im baden-württembergischen Landkreis Sigmaringen liegenden Gemeinde Herbertingen. In Herbertingen gibt es insgesamt zehn als Naturdenkmal geschützte Objekte, keines ist ein flächenhaftes Naturdenkmal (FND), alle sind Einzelgebilde-Naturdenkmale (END).
Stand: 31. Oktober 2016.

## Einzelgebilde (END)
| Name                                           | Bild | Kennung     | Einzelheiten | Position | Fläche Hektar | Datum         |
| ---------------------------------------------- | ---- | ----------- | ------------ | -------- | ------------- | ------------- |
| Grabenulme                                     |      | 84370449009 | Herbertingen | ???      | 0,0           | 1. Juni 1971  |
| Linde bei der Kirche (Mieterkingen)            |      | 84370440005 | Herbertingen | ???      | 0,0           | 1. Juni 1971  |
| Linde (Herbertingen gegenüber Umspannwerk)     |      | 84370440007 | Herbertingen | ???      | 0,0           | 1. Juni 1971  |
| Linde (Herbertingen vor dem Rathaus)           |      | 84370440006 | Herbertingen | ???      | 0,0           | 1. Juni 1971  |
| Linde (Hundersingen Gewann Moosäcker)          |      | 84370440001 | Herbertingen | ???      | 0,0           | 1. Juni 1971  |
| Linde (Hundersingen Gewann Sonderholz)         |      | 84370440002 | Herbertingen | ???      | 0,0           | 1. Juni 1971  |
| Linde in der Ortsmitte (Mieterkingen)          |      | 84370440004 | Herbertingen | ???      | 0,0           | 1. Juni 1971  |
| Linde (Mieterkingen)                           |      | 84370440003 | Herbertingen | ???      | 0,0           | 1. Juni 1971  |
| Robinie Gewann Wasserfall (Herbertingen)       |      | 84370440009 | Herbertingen | ???      | 0,0           | 12. Mai 1995  |
| 2 Linden bei der Lourdeskapelle (Herbertingen) |      | 84370440008 | Herbertingen | ???      | 0,0           | 18. Nov. 1993 |
| Legende für Naturdenkmal                       |      |             |              |          |               |               |